# Zenodoto
Zenodoto (in greco antico: Ζηνόδοτος?, Zēnódotos; Efeso, 330 a.C. circa – 260 a.C. circa) è stato un filologo greco antico, primo direttore della biblioteca di Alessandria.

## Biografia
Di Zenodoto sappiamo ciò che ci dice il lessico Suda del X secolo:
(Suda, Ζ 74)

## Il lavoro nella biblioteca
Zenodoto fu il primo a raccogliere i libri, sotto la guida, a quanto pare di Demetrio Falereo, assieme a Licofrone e Alessandro Etolo. Sotto la sua guida (che durò almeno fino al 283 a.C.) la biblioteca accumulò, a quanto pare, quasi 500.000 rotoli di papiro.
Zenodoto introdusse un sistema per l'organizzazione dei documenti della biblioteca di Alessandria, assegnando i testi a stanze differenti in base al loro soggetto. All'interno di ciascun soggetto, Zenodoto organizzò, per la prima volta nella storia, le opere in ordine alfabetico, prendendo il nome dell'autore. Fu dunque lui ad inventare l'ordinamento alfabetico. 
Inoltre, ordinò al personale della biblioteca di schedare ogni rotolo in base ad alcune informazioni: autore dell'opera, titolo e oggetto. Diede disposizione di scrivere queste informazioni su delle targhette e fece apporre ciascuna targhetta alla fine del rotolo abbinato. Questa operazione facilitò molto il lavoro dei bibliotecari, aiutandoli a ricollocare facilmente i rotoli nei loro scaffali, ma fu anche un modo per cui gli utenti delle biblioteche non dovessero aprire ogni rotolo per vedere cosa conteneva. Si può dire che fu il primo uso documentato di metadati bibliografici, una passo fondamentale nella storia della biblioteconomia.

## L'edizione omerica
Il vero capolavoro di Zenodoto fu la prima edizione critica (diòrthosis) di Omero: infatti il testo di Omero era estremamente oscillante. Ovviamente all'epoca non vi era cognizione dell'oralità omerica che giustifica la presenza delle varianti e così si cercò di ricostruire (principio base della filologia antica e moderna) il testo originale.
Secondo un'ipotesi del Lachmann, ripresa dal Wilamowitz, Zenodoto fu il primo a dividere il testo omerico in 24 libri in base a quanto entrava sui rotoli (1 libro=1 rotolo). In realtà fonti antiche parlano di questa divisione come di Aristarco di Samotracia ma alcuni frammenti di papiri di incerta lettura ed il fatto che secondo altre fonti antiche Aristarco (ma non è certo) facesse finire l'Odissea con una verso contenuto nel 23° libro possono suggerire questa ipotesi suggestiva ma non verificabile.
Inoltre preparò un glossario di termini omerici (le opere omeriche erano state scritte almeno 500 anni prima) ed una biografia del poeta. Infine considerò non omerico tutto ciò che non fosse Iliade ed Odissea: ci riferiamo alla Batracomiomachia, al Margite e agli Inni omerici.

### Zenodoto al lavoro: l'incipit dell'Iliade
Sappiamo dalla fondamentale opera di Ateneo Deipnosofisti (Sapienti a banchetto) che Zenodoto propose di sostituire la lezione dei versi 4-5 dell'Iliade "oionòisi te pasi" (per tutti gli uccelli) dove "tutti" sa molto di un riempitivo posticcio con la lezione "oionòisi te dàita" (pasto per gli uccelli) che permette di costituire un raffinato chiasmo col verso precedente e soprattutto pare essere rispecchiata da passi delle tragedie attiche di V secolo a.C. (Aisch. Suppl. v.800; Soph. Antig. v. 29-30; Eurip. Ion vv. 501-505; Eurip. Hec. vv. 1076-1079) che potrebbero essersi ispirati ad un omerico "oionòisi te dàita".

### Zenodoto al lavoro: l'obelòs
Un'altra fonte ci dice che Zenodoto addirittura espunse (cioè eliminò non considerandoli autentici) i versi 4-5. L'incongruenza si può spiegare solo tenendo presente che fu il primo ad introdurre un segno critico: l'obelòs (spiedo). Con questo segno, simile ad un trattino (da cui il nome), indicava il ritenere un verso spurio pur lasciandolo nel testo così da evitare un'arbitraria cancellazione. Ciò non gli vietava di adottare anche nei versi che riteneva spuri la lezione che riteneva più opportuna.

## Altre opere zenodotee
Zenodoto si occupò anche di Esiodo di cui editò la Teogonia (come ci dicono gli scolii) e ritenne non esiodeo Lo scudo di Eracle come ritengono anche gli editori moderni. Inoltre si occupò sicuramente di Pindaro e forse anche di Anacreonte.

## Le alterne fortune di Zenodoto
L'ingente lavoro di Zenodoto fu apprezzato da Callimaco, Aristofane di Bisanzio ed in parte anche da Apollonio Rodio (anche se quest'ultimo forse scrisse "Contro l'edizione omerica di Zenodoto") e per la prima volta si ebbe un testo omerico stabile (come confermano i papiri del IV e del III secolo). Ma la successiva edizione di Aristarco fu preferita e prevalse su quella di Zenodoto così che la tradizione manoscritta adotta le lezioni aristarchee e solo degli scolii di un manoscritto napoletano conservano, ad esempio, l'alternativa dàita (oltre ovviamente al passo di Ateneo).
Divenne in età post-aristarchea quasi un topos criticare l'àgnoia (ignoranza) di Zenodoto: ad esempio sul passo omerico sopracitato vari autori tardi sostengono che Zenodoto non capì che Omero parlò "per iperbole" e lo stesso Ateneo riporta l'accusa probabilmente aristarchea per cui Zenodoto non capì che "dàita" rimanda etimologicamente a "dividere" e quindi non può essere usato per un passo in cui mangiano animali che non dividono equamente il cibo come gli uomini, ed aggiungeva che Omero non usava mai la parola in quel senso.
In realtà si tratta di una critica eccessiva, che nasce dal fatto che Zenodoto a differenza di Aristarco non commentò le sue scelte per iscritto ma solo a voce ai suoi allievi, da cui la frequente frase negli scolii "forse Zenodoto intendeva".
Inoltre la critica "etimologica" a questa lezione zenodotea pecca di razionalismo (un ragionamento etimologico del genere era impossibile per l'epoca omerica) aristotelico, ed inoltre vi sono altri luoghi omerici in cui dàita è riferito ad animali.
Tale giudizio negativo è stato ripreso nel primo Ottocento, epoca in cui scoppiò l'"Aristarco-mania", e solo da fine ottocento in poi si iniziarono ad attribuire a Zenodoto i meriti di un pioniere che agì quasi sempre oculatamente pur essendo del tutto privo di una tradizione filologica alle proprie spalle.